# Desa Jatimekar (administrativ by i Indonesien, lat -6,84, long 108,04)
Desa Jatimekar är en administrativ by i Indonesien.   Den ligger i provinsen Jawa Barat, i den västra delen av landet, 150 km sydost om huvudstaden Jakarta.